# 德克萨斯州州旗
得克萨斯州州旗（英語：flag of Texas）又名孤星旗（Lone Star Flag），其长度的三分之一为蓝底上有白色五角星，剩余部分被分为白红两色。
“孤星旗”一名来自得克萨斯州的昵称“孤星州”（The Lone Star State）。此旗最早于1838年12月28日在德克萨斯共和国国会由参议员威廉·H·沃顿提出。在1839年1月25日成为得克萨斯共和国的国旗，1845年12月29日德克萨斯州加入联邦后成为州旗。

## 设计和色彩
德克萨斯州政府规定州旗使用和美国国旗相同的色彩。德州的州旗在設計、顏色及元素上，與智利國旗非常類似，智利國旗同樣也稱作孤星旗（La Estrella Solitaria），啟用於1817年，較德州州旗早了28年。

## 历史旗帜
- 墨西哥第一帝国
（1821年—1823年）
- 墨西哥临时政府
（1823年—1836年）
- 得克萨斯共和国
（1836年—1839年）
- 得克萨斯共和国
（1835年—1839年）
- 得克萨斯共和国（1839年-1846年）；
德克萨斯州（1846年至今）